# Daniel Lambert
Daniel Lambert (Thionville, 1934[forrás?] – ?) francia nemzetközi labdarúgó-játékvezető.

## Pályafutása
1976-ban lett a francia első osztály játékvezetője.
1980 és 1982 között szerepelt nemzetközi játékvezetőként a FIFA keretében. Három barátságos válogatott mérkőzésén működött közre.

## Statisztika

### Nemzetközi válogatott mérkőzései
| #  | Dátum             | Helyszín                        | Hazai         | Eredmény | Vendég       | Kiírás     | Gólok | Esemény |
| -- | ----------------- | ------------------------------- | ------------- | -------- | ------------ | ---------- | ----- | ------- |
| 1. | 1981. április 15. | Valencia, Luis Casanova-stadion | Spanyolország | 0 – 3    | Magyarország | barátságos | -     |         |
| 2. | 1982. március 24. | Brüsszel, Heysel Stadion        | Belgium       | 4 – 1    | Románia      | barátságos | -     |         |
| 3. | 1982. április 28. | Algír, 1962. július 5. Stadion  | Algéria       | 2 – 0    | Írország     | barátságos | -     |         |
|    | Összesen          |                                 |               | 3        | mérkőzés     |            |       |         |